# Al-Quds (journal)
Pour le journal panarabe édité à Londres, voir Al-Quds al-Arabi.
Pour les articles homonymes, voir Al-Qods.
Al-Quds (“Jérusalem”) est un quotidien écrit en arabe, publié en Palestine. Il a été fondé en 1956. C'est le quotidien le plus diffusé dans les Territoires palestiniens occupés. Il est proche des intellectuels modérés et des cercles dirigeants palestiniens.